# Giovanni Ruggeri (architetto)

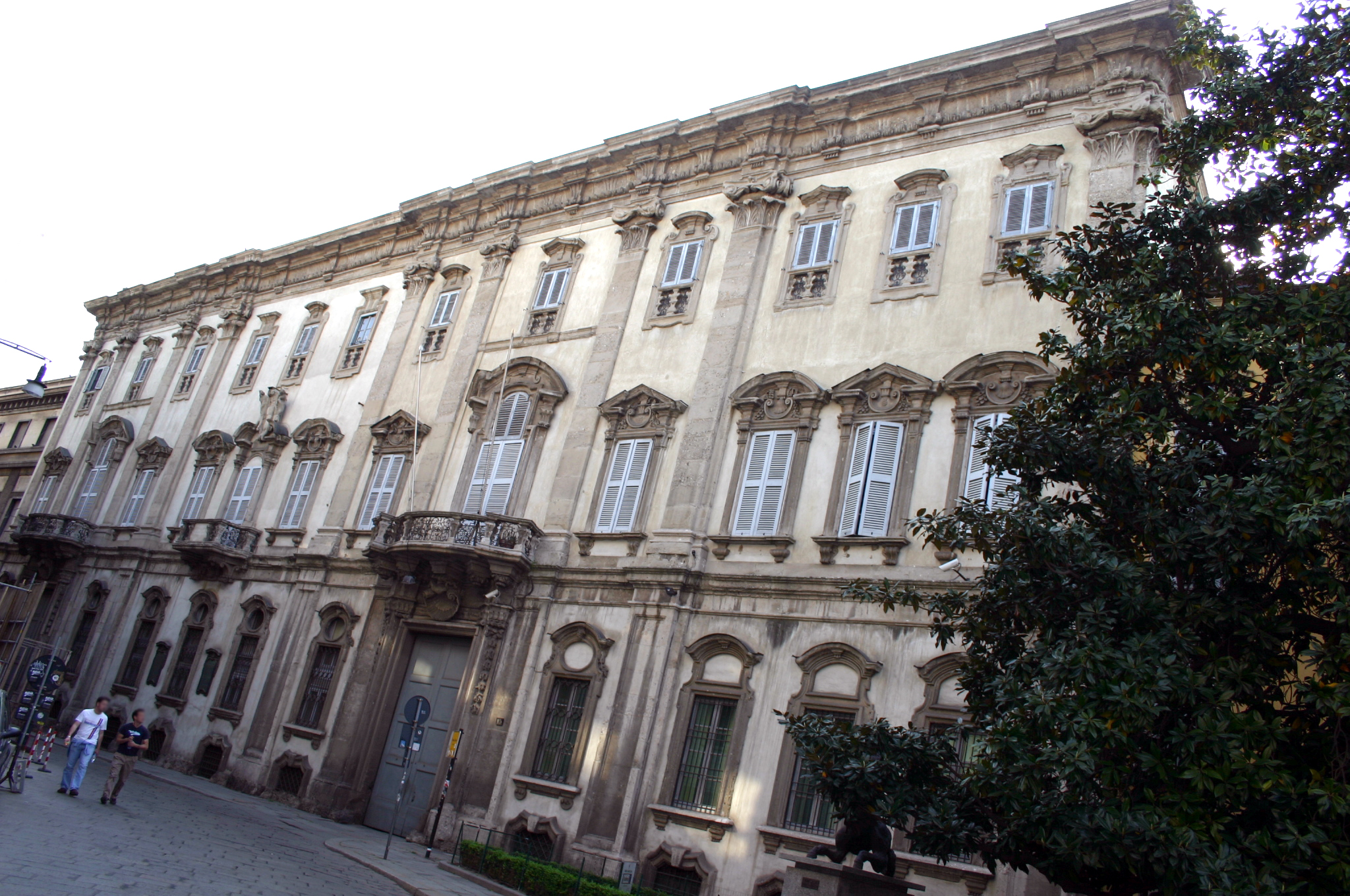
Palazzo Cusani, Milano

Giovanni Ruggeri (Roma, 13 aprile 1665 – Milano, 1º aprile 1729) è stato un architetto italiano, allievo di Carlo Fontana, fu un esponente dell'architettura barocca realizzando numerose ville di delizia soprattutto in Lombardia.

## Stile e opere
Trasferitosi in Lombardia nel 1690, tra le sue opere giovanili si ricordano:
- ristrutturazione del castello di Chignolo Po (Pavia);
- facciata di palazzo Cusani a Milano (1694);[1]
- decorazione a stucco nella chiesa di san Marco a Milano;
- apparati funebri di Maria Anna d'Austria (1696) e Carlo II (1700) in duomo a Milano;
- battistero di San Lorenzo a Milano;

Nella sua maturità, dopo il 1700, si concentrò in particolare nell'architettura di ville di delizia. Fra le sue maggiori opere dell'età matura sono:
- chiesa di Santa Maria del Popolo a Vigevano;
- Cappella dell'Immacolata nella chiesa di San Francesco a Pavia, 1711;
- villa Alari Visconti a Cernusco sul Naviglio, (1719) fra le maggiori ville di delizia di tutto il milanese;
- palazzo Nuovo e i giardini nel castello Visconti di Brignano Gera d'Adda;
- facciata della chiesa di Santa Maria Maddalena a Milano, 1721;
- palazzo Litta Recalcati, in via Amedei a Milano
- facciata della basilica di San Martino e Santa Maria Assunta a Treviglio;
- chiesa di San Carlo a Vigevano;
- la chiesa di San Marco a Bergamo.

Fra le opere di incerta attribuzione vi sono invece villa Griffoni Sant'Angelo a Castel Gabbiano, villa Sormani a Brugherio, palazzo Trivulzio a Milano, villa Arconati a Bollate, villa Trivulzio di Omate e villa Cavazzi della Somaglia Litta, a Orio Litta.
Fra le sue principali fonti d'ispirazione, i critici individuano Bernini, Borromini, Johann Bernard Fischer von Erlach.

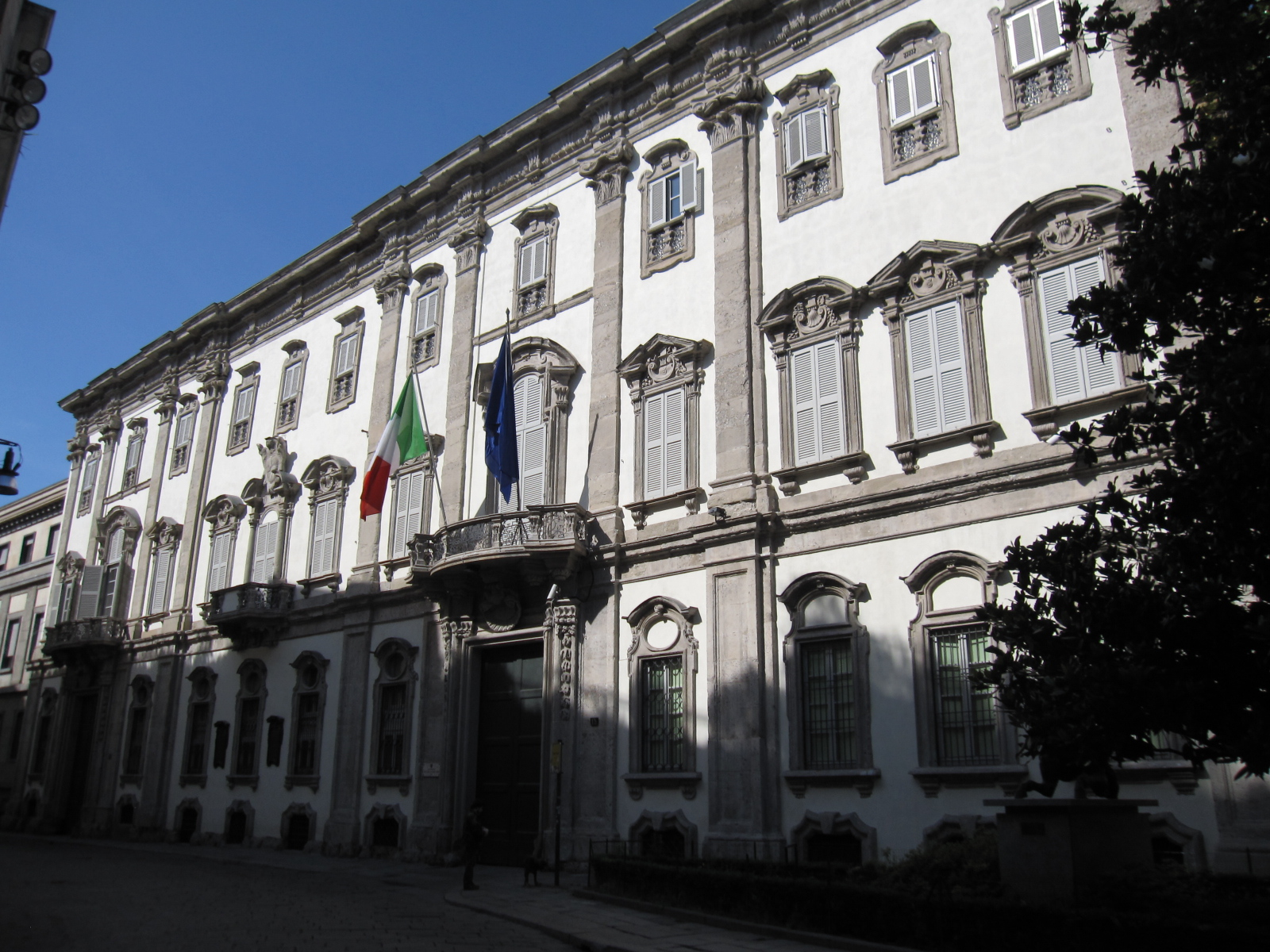
Facciata di Palazzo Cusani (Milano)
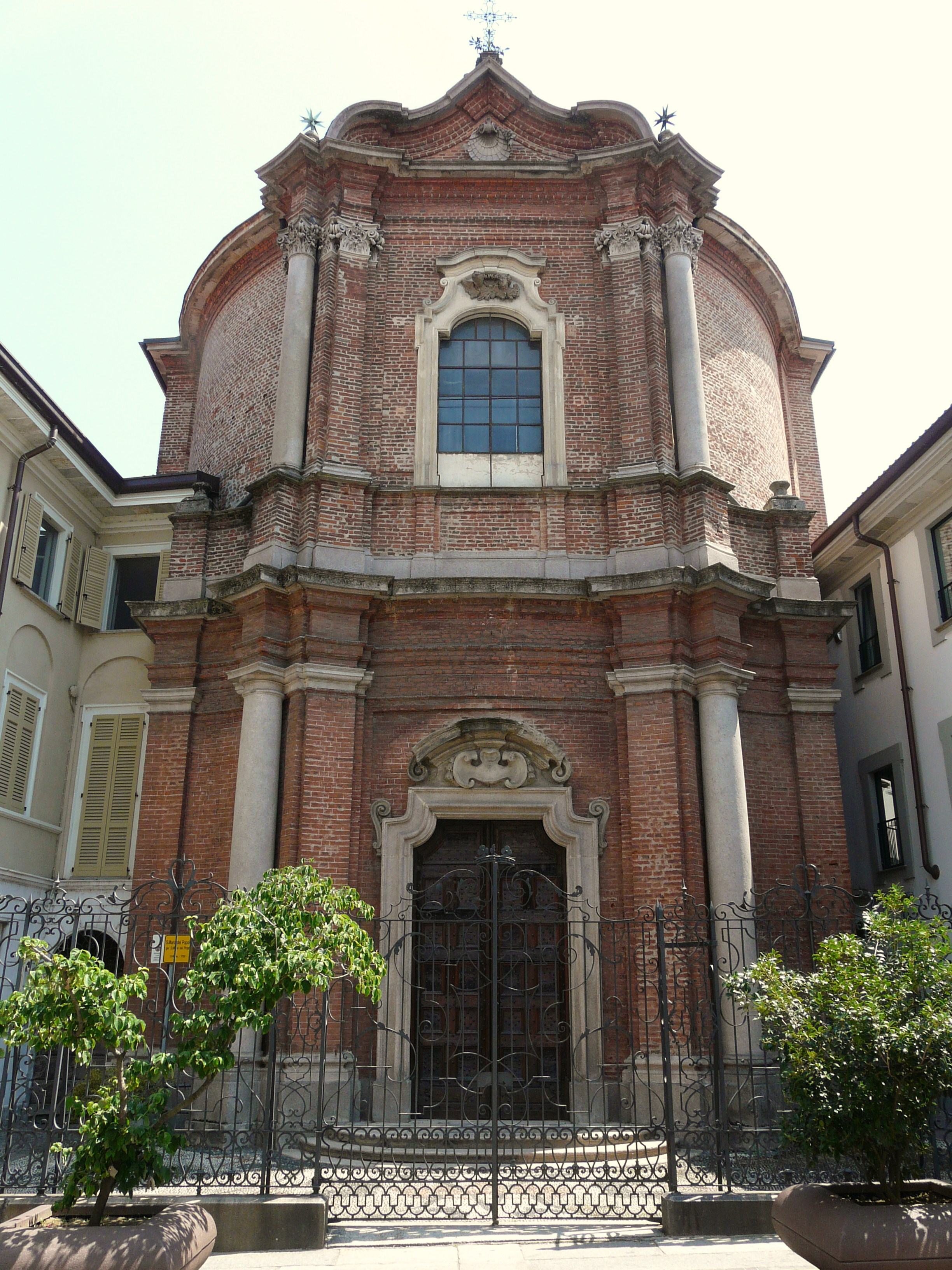
Facciata di Santa Maria del Popolo a Vigevano
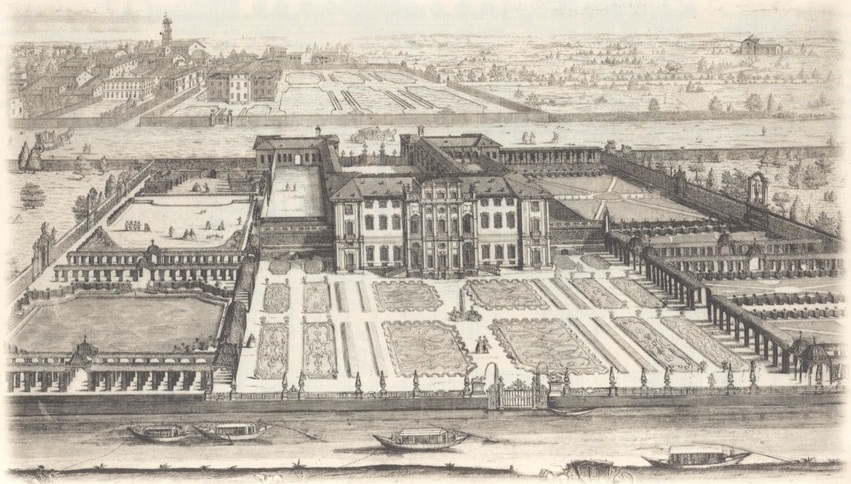
villa Alari Visconti a Cernusco sul Naviglio, nell'incisione di Marc'Antonio Dal Re
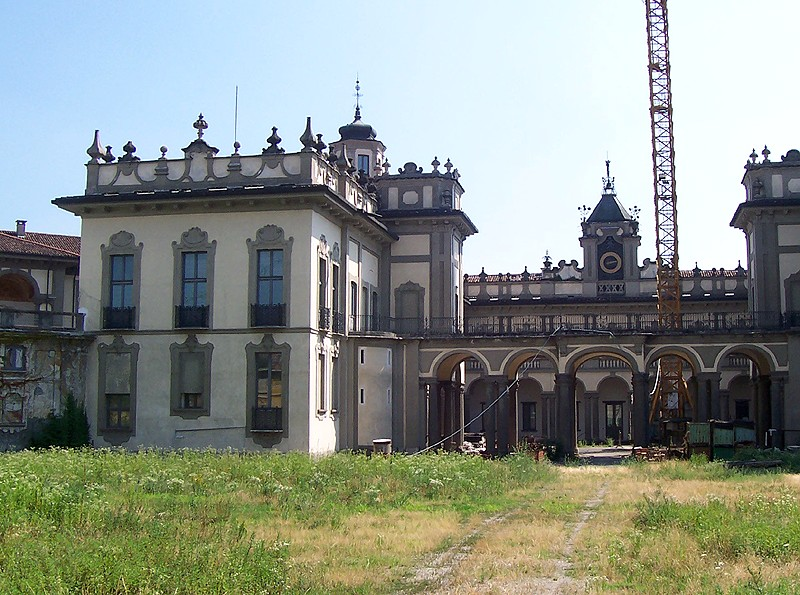
Palazzo Visconti (Brignano Gera d'Adda)
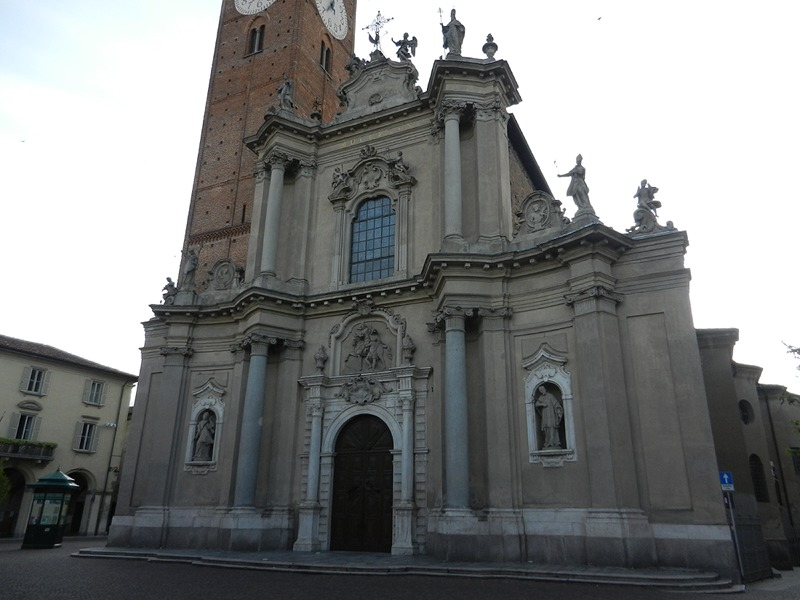
Basilica di San Martino e Santa Maria Assunta
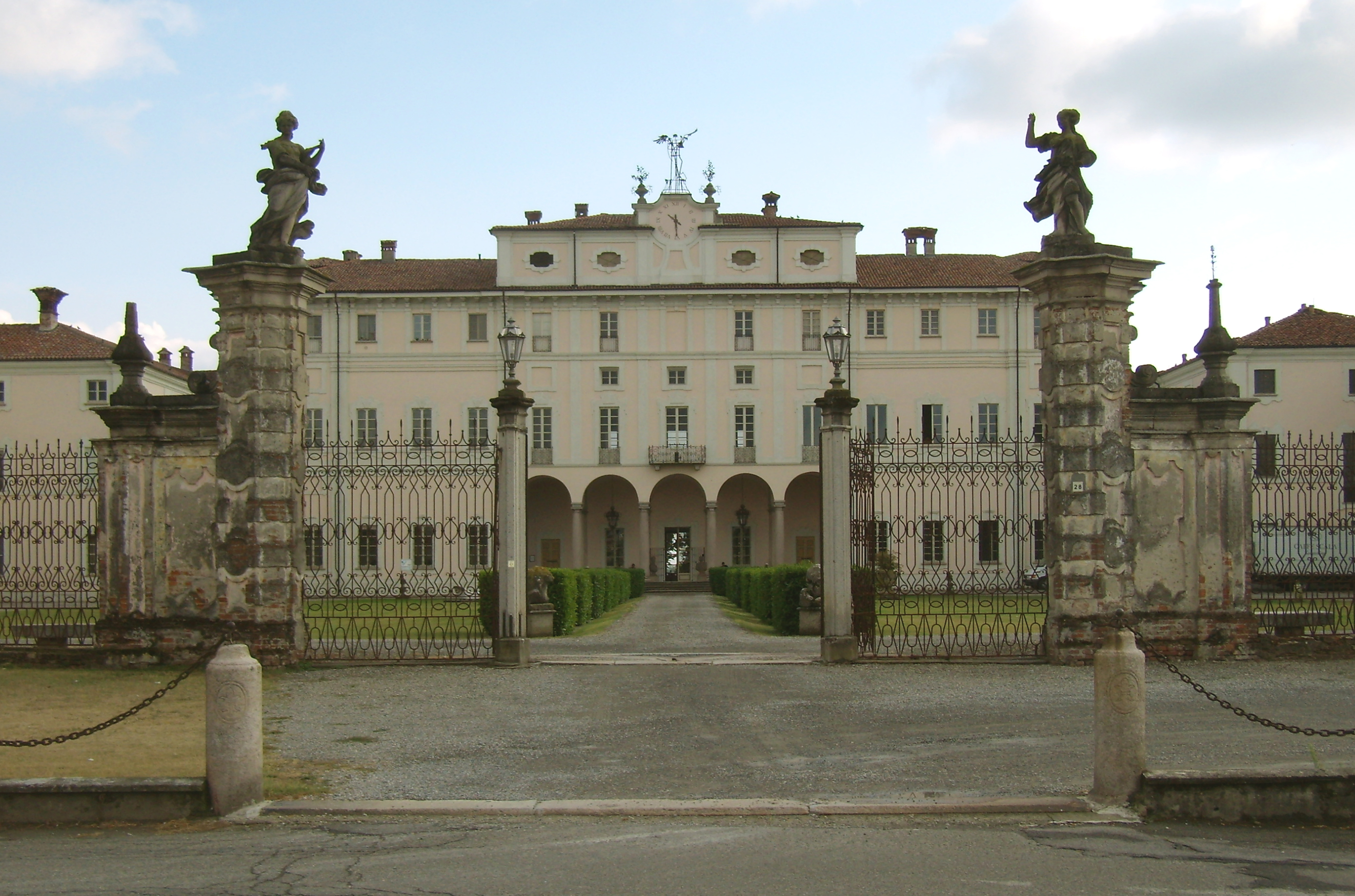
Villa Cavazzi della Somaglia Litta, a Orio Litta
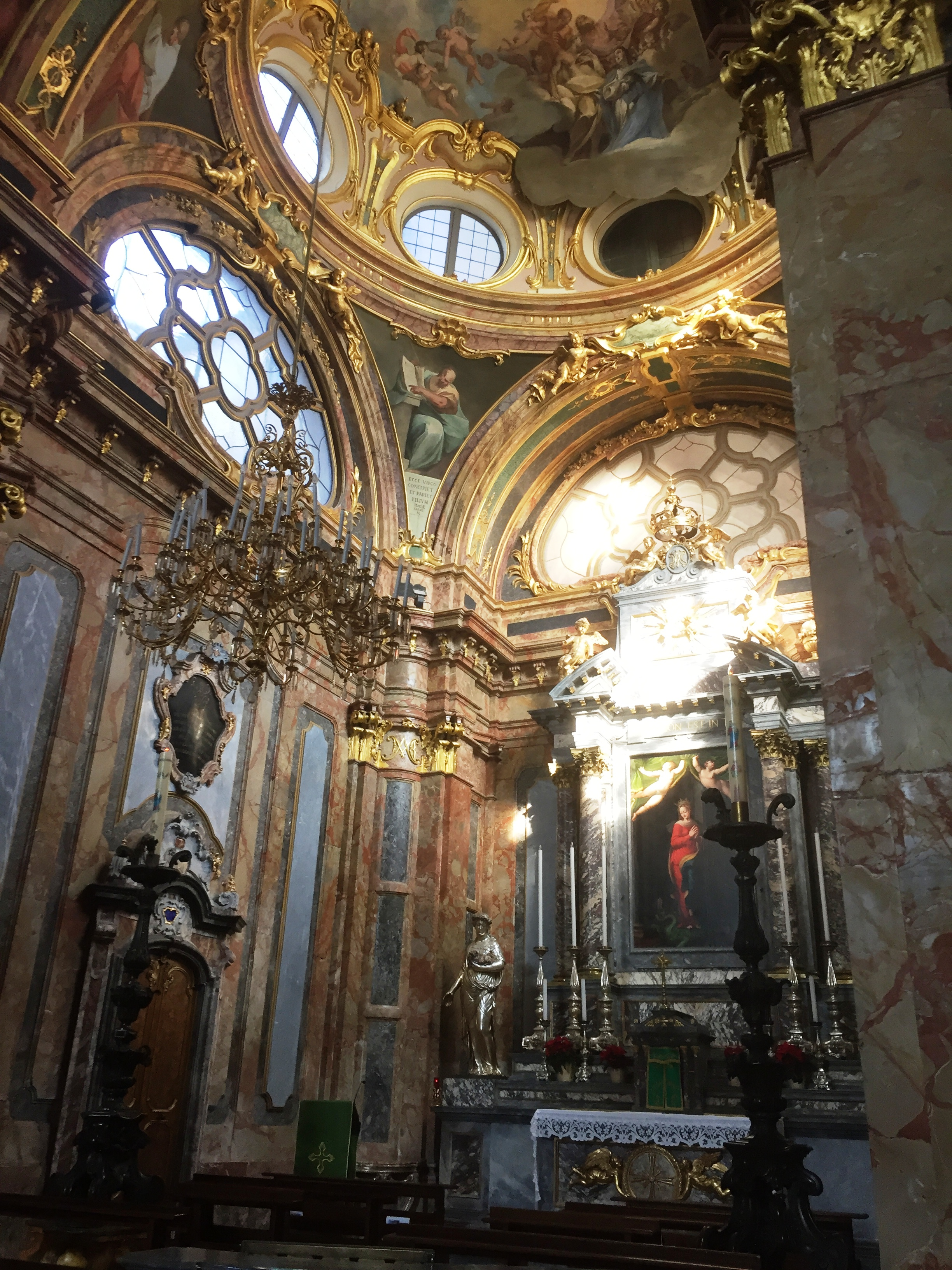
Cappella dell'Immacolata, Chiesa di San Francesco.